# コールド・ケース
コールド・ケース (cold case) とは、欧米において長期間にわたり完全には解決していない未解決事件・迷宮入り事件のことを指し、現時点で犯罪捜査の対象にはなっていないものの、新たな証言や証拠の掘り起こし、または新たな物証または犯人による動きなどによってふたたび動きが出る可能性のある犯罪捜査案件を意味する。しばしばのちの新たな法科学技術（代表的なものはDNA型鑑定）によって開発された手法を使い、残された物的証拠を再分析に掛ける事によって解決されることが多い。 
一見すでに解決済みの事件と思われていたが新たに別の犯人を指し示す証拠が出てきた場合にコールド・ケースとみなされる場合もある。他にも、犯行から時間が経って遺体が発見されて初めて犯罪が明るみに出た、などの場合も判明した時点で既にコールド・ケースと言われる場合がある。また当初、事故や自殺と思われていた事件が新たな証拠により殺人と判明した場合にコールド・ケースと分類されることになる事もある。
コールド・ケースのコールド（冷たい）は、事件が起きたばかりで手がかりや証言、捜査も活発なホット（熱い）な状態に対比した表現。ケースとは「（捜査）案件」を指す。

## 特徴

### 凶悪犯罪である
一般的に、コールド・ケースは暴力的な凶悪犯罪、例えば殺人や強姦などの重罪の案件である。これは、他の犯罪と違って時効がない場合が多いためである（国や州によって法制度は異なる）。また、行方不明事件もしばしばコールド・ケースになりうる。 

### 容疑者の特定に難がある
犯罪捜査対象の案件は、容疑者が特定され、起訴され、裁判にかけられるまでは未解決事件とされる。裁判にかけられたものの有罪判決に至らなかった場合も新たな証拠待ちの状態で残される。また、容疑者が特定されたものの、直接的に犯行と結びつける証拠もなく、自白しない、またはアリバイがあるなどの場合がある。その場合、のちにアリバイ証言が翻ったり、法医学の進歩などで解決に至ることがある。

### トンネル・ヴィジョンの罠
しばしば陥りがちな傾向として、事件発生当初から状況証拠で特定の「あり得そうな」容疑者に固執してしまい、他の容疑者や可能性を見過ごしてしまうという「視野狭窄（トンネル・ビジョン）」に陥ってしまっていたという例もみられる。

### 法医学の進歩で解決
DNA分析やその他の法科学（フォレンジック・サイエンス）の発展により、多くのコールド・ケースが再捜査の対象となっている。特にアメリカでは多くのコールド・ケース捜査班が発足し、過去の殺人や強姦事件などで保存されていた証拠を再度洗い直し、DNA型鑑定などにより大規模な再分析を実施し、犯罪者DNAデータベースに登録されたデータと比較し解決に役立たせている。
　